# تپه چم سوز علی
تپه چم سوز علی مربوط به عصر مس است و در شهرستان دره‌شهر، بخش مرکزی، دهستان زرین دشت، روستای قلعه تسمه، ۲/۵ کیلومتری شمال کارخانه آرد واقع شده و این اثر در تاریخ ۳۰ بهمن ۱۳۸۶ با شمارهٔ ثبت ۲۱۰۲۳ به‌عنوان یکی از آثار ملی ایران به ثبت رسیده است.